# كريشما تانا
كاريشما تانا (ولدت في 21 ديسمبر 1983) ممثلة سينمائية وتليفزيونية ومذيعة هندية، وهي معروفة بأدوارها في كيونكي ساس بهي كابهي باهو ثي وناجارجونا - إيك يودها وقيامات كي رات. كانت متسابقة وحلت في مركز الثاني في برنامج الواقع بيغ بوس في عام 2014. كما ظهرت في برامج أخرى مثل برامج الرقص زارا ناتشكا ديكا (2008) ، ناتش باليى (2015) و جالاك دكله جا (2016).

## وصلات خارجية
- كريشما تانا على موقع IMDb (الإنجليزية)